# 西門寺
西門寺（さいもんじ）は、東京都足立区にある浄土宗の寺院。

## 概要
1377年（永和3年）、三蓮社寶誉上人脱然大和尚によって開山された。寺には板碑がいくつかあり、中には「延文2年（1357年）」「応安元年（1368年）」の銘があるなど、寺の開山以前のものもある。
明治の廃仏毀釈により廃寺となった西光寺（浄土宗）と遍照寺（真言宗）の本尊は、この寺で預かることになった。
当寺の寺宝に半鐘がある。戦時中の金属類回収令によって一旦半鐘を供出したが、鋳潰されることなく新潟県糸魚川市の善導寺にあることが判明し、1969年（昭和44年）に返還された。

## 文化財
西門寺半鐘足立区登録有形文化財 工芸品
板碑(元亨二年銘)/板碑(延文二年銘)/板碑(応安元年銘)/板碑(元亀二年銘)足立区登録有形文化財 歴史資料
庚申塔(元禄十五年銘)足立区登録有形民俗文化財

## 交通アクセス
- 舎人駅より徒歩8分（経路案内）。